# Хенераль-Лавалье (муниципалитет)
Муниципалитет Хенераль-Лавалье  (исп. Partido de General Lavalle) — муниципалитет в Аргентине в составе провинции Буэнос-Айрес.
Территория — 2649 км². Население — 3700 человек. Плотность населения — 1,40 чел./км².
Административный центр — Хенераль-Лавалье. Назван в честь генерала Николаса Левалле.

## География
Муниципалитет расположен на востоке провинции Буэнос-Айрес.
Муниципалитет граничит:
- на северо-западе — c муниципалитетом Тордильо
- на севере — с Атлантическим океаном
- на востоке — с муниципалитетом Ла-Коста
- на юго-западе — с муниципалитетом Хенераль-Мадарьяга
- на западе — с муниципалитетом Майпу

## Важнейшие населенные пункты[2]
| № | Населённый пункт | Населённый пункт (исп.) | Категория | Население чел. (2010) | На карте                        |
| - | ---------------- | ----------------------- | --------- | --------------------- | ------------------------------- |
| 1 | Хенераль-Лавалье | General Lavalle         | поселок   | 1827                  | 36°24′26″ ю. ш. 56°56′34″ з. д. |
| 2 | Павон            | Pavón                   | поселок   | 942                   | 36°42′45″ ю. ш. 56°44′13″ з. д. |